# Comté de Minidoka
Le comté de Minidoka est un comté des États-Unis situé dans l’État de l'Idaho. En 2000, la population était de 20 174 habitants. Son siège est Rupert. Le comté a été créé en 1913 en partitionnant le comté de Lincoln et nommé d'après un mot de la langue lakota signifiant source.

## Géolocalisation
|                                  | Comté de Blaine   |                 |
| Comté de Jerome Comté de Lincoln | Comté de Minidoka | Comté de Blaine |
|                                  | Comté de Cassia   |                 |

## Démographie
| 1920  | 1930  | 1940  | 1950  | 1960   | 1970   |
| ----- | ----- | ----- | ----- | ------ | ------ |
| 9 035 | 8 403 | 9 870 | 9 785 | 14 394 | 15 731 |

| 1980   | 1990   | 2000   | 2010   | 2020   | - |
| ------ | ------ | ------ | ------ | ------ | - |
| 19 718 | 19 361 | 20 174 | 20 069 | 21 613 | - |

## Principales villes
- Acequia
- Burley (partiellement dans le comté)
- Heyburn
- Minidoka
- Paul
- Rupert